# Nyctiophylax serratus
Nyctiophylax serratus är en nattsländeart som beskrevs av Lago och Harris 1985. Nyctiophylax serratus ingår i släktet Nyctiophylax och familjen fångstnätnattsländor. Inga underarter finns listade i Catalogue of Life.